# 올로모우츠주

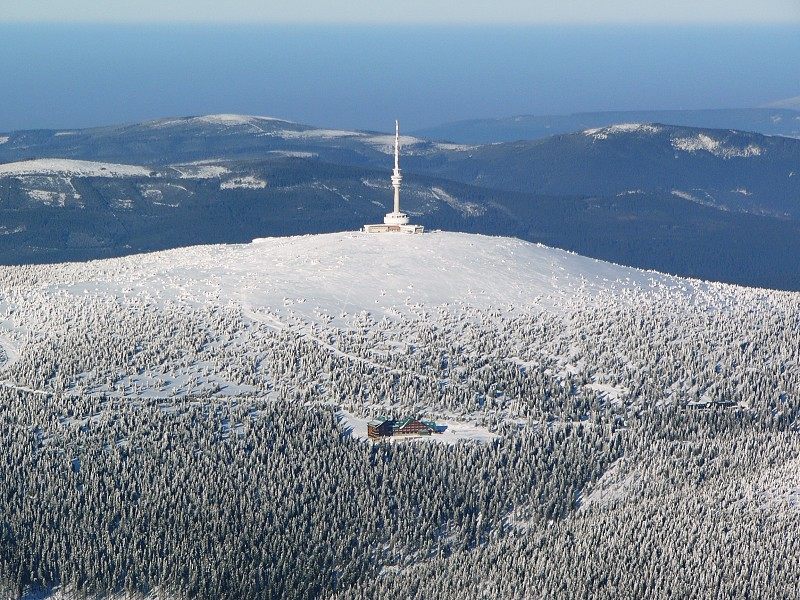
하늘에서 본 프라데트 산

올로모우츠 주의 위치

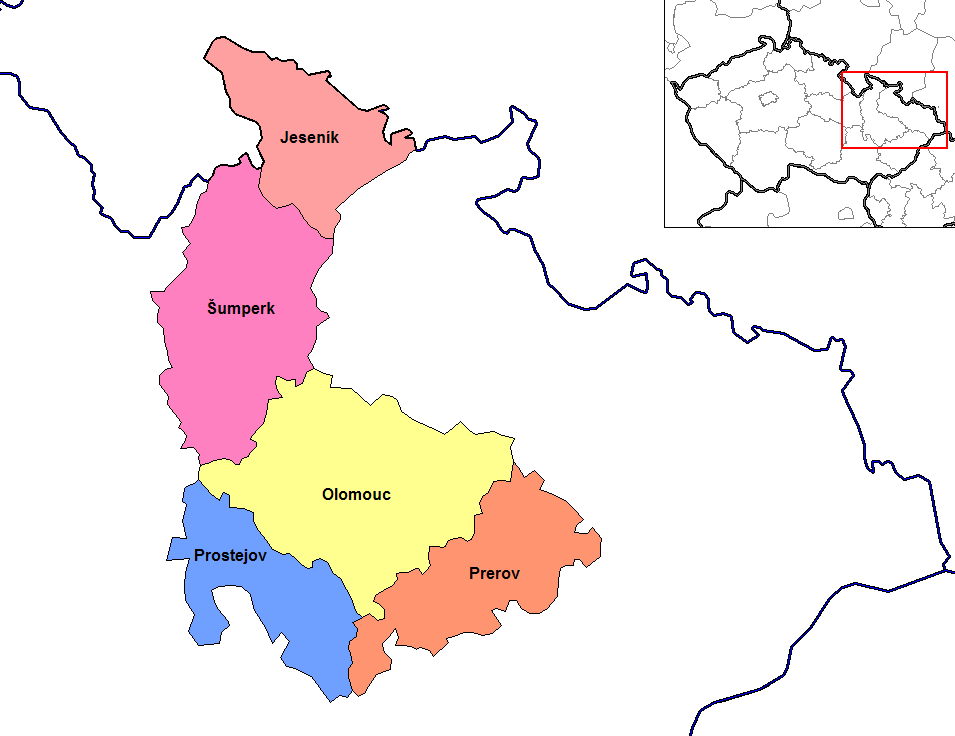
올로모우츠 주가 관할하는 구

올로모우츠주(체코어: Olomoucký kraj 올로모우츠키 크라이[*])는 체코 모라바 지방 북서부와 중부(주 일부는 체코령 실레시아에 속하기도 함)에 위치한 주로, 주도는 올로모우츠이며 면적은 5,267km2, 인구는 647,770명(2011년 3월 기준), 인구 밀도는 123명/km2이다. 5개 구(예세니크구, 올로모우츠구, 프르제로프구, 프로스테요프구, 슘페르크구)를 관할한다.
동쪽으로는 모라바슬레스코 주, 남동쪽으로는 즐린 주, 남서쪽으로는 남모라바 주, 서쪽으로는 파르두비체 주와 접하며 북쪽으로는 폴란드와 국경을 접한다.

주기
주 문장